# جیمز اورتواین
جیمز اورتواین (انگلیسی: James Orthwein) کارآفرین و بازرگان اهل ایالات متحده آمریکا است.